# ميلتون باتينو
ميلتون باتينو (بالإسبانية: Milton Patiño)‏ هو لاعب كرة قدم كولومبي في مركز حراسة المرمى، ولد في 7 مارس 1973 في مدينة كالي في كولومبيا. لعب مع أتلتيكو جونيور وأتلتيكو ناسيونال وأمريكا دي كالي وديبورتيس توليما وديبورتيس كوينديو وديبورتيفو باستو وفورتاليزا الكولومبي ونادي ميلوناريوس.